# Миратахма
Миратахма — правитель Парадана из династии Паратараджей.
Имя Миратахмы означает «героический Митра». Он был вторым сыном Хварамиры и взошёл на престол Парадана после своего брата, предположительно старшего, Мирахвары. К этому выводу исследователь П. Тэндон пришёл на основании изучения нумизматического материала: в первых выпусках своих монет Миратахма использовал штампы брата, но не отца. Известны несколько типов монет Миратахмы, чеканившего драхмы, дидрахмы и гемидрахмы. Хотя на большинстве из них приводятся привычные легенды на пракрите, но на некоторых — на санскрите, что не встречается более ни у кого из представителей династии Паратараджей. По замечанию П. Тэндона, подобное обстоятельство характерно и для некоторых правителей древнеиндийского государства Западных Кшатрапов. На аверсе монет Миратахмы изображён бюст правителя. На реверсе — повёрнутая чаще вправо, иногда влево свастика. Время правления Миратахмы чаще относят к 190—200 годам, по другим предположениям — к 185—200 или 210—225 годам. Его непосредственным преемником стал, видимо, Козана. Хотя не исключено, что Козана был соперником Миратахмы ещё при его жизни.